# Karlaplan (metropolitana di Stoccolma)
Karlaplan è una stazione della metropolitana di Stoccolma.
Sorge all'interno della circoscrizione di Östermalm, ed è situata sul percorso della linea rossa T13 della rete metroviaria locale fra le stazioni Östermalmstorg e Gärdet.
La stazione venne inaugurata il 2 settembre 1967, così come tutte le altre stazioni comprese nel tratto Östermalmstorg-Ropsten.
La piattaforma, collocata ad una profondità di 23 metri sotto il livello del suolo, è raggiungibile da due vie di accesso differenti, entrambe con la propria biglietteria. La progettazione della stazione fu affidata all'architetto Olov Blomkvist, mentre le decorazioni furono curate dal pittore Tor Hörlin e dal fotografo Larseric Vänerlöf, il quale ha apportato un montaggio fotografico della lunghezza di 96 metri.
In media, durante un normale giorno feriale è utilizzata da 15.800 persone circa.

## Tempi di percorrenza
| Linea | Capolinea | Tempo  | Stazione                                                  | Tempo                          |
| T13   | Ropsten   | 4 min  | Östermalmstorg T-Centralen Gamla stan Slussen Liljeholmen | 2 min 4 min 6 min 7 min 14 min |
| T13   | Norsborg  | 40 min | Östermalmstorg T-Centralen Gamla stan Slussen Liljeholmen | 2 min 4 min 6 min 7 min 14 min |